# 上良镇
上良镇，是中华人民共和国甘肃省平凉市灵台县下辖的一个乡镇级行政单位。
2015年，甘肃省民政厅批复同意撤销上良乡，设立上良镇。

## 行政区划
上良镇下辖以下地区：
涧沟村、旧集村、西门村、朱堡村、上郑村、三张村、荣旺村、北张村、杨庄村、右集村、合集村和蒋家沟村。